# Henning Dume
Henning Dume (* 20. November 1979 in Mainz) ist ein ehemaliger deutscher Basketballspieler.

## Werdegang
Dume, der 1993 mit der Auswahl des Niedersächsischen Basketballverbands das deutsche Landesverbandsturnier gewann, nahm in den Farben der SG Braunschweig an zwei Spielen der Basketball-Bundesliga teil: Im Oktober 1998 gegen Brandt Hagen sowie im Januar 1999 gegen den USC Freiburg. Er erzielte insgesamt vier Punkte. Ab 2001 gehörte der 1,89 Meter große Flügelspieler zum Aufgebot des Zweitligisten BG 73 Wolfenbüttel (2002 in die Wolfenbüttel Dukes übergegangen) und spielte bis 2004 für die Mannschaft.
Zur Saison 2004/05 schloss sich Dume der SG MTV/BG Wolfenbüttel an, die gerade in die 1. Regionalliga aufgestiegen war. Man verpasste den Klassenerhalt, er trat mit der SG 2005/06 in der 2. Regionalliga an und schaffte im Frühling 2006 die Rückkehr in die 1. Regionalliga. Dort gehörte Dume noch im Spieljahr 2006/07 zum Wolfenbütteler Aufgebot.